# Carlos López de Silanes
Carlos López de Silanes Molina (Ciudad de México, 18 de abril de 1970) es un exfutbolista y técnico mexicano, que fue el primer jugador de esta nacionalidad en jugar en Inglaterra.

## Trayectoria

### Jugador
Formado en el Club Necaxa, debutó en el primer equipo en la temporada 90-91, ganando en la temporada 91-92 los títulos individuales de Novato del año y Balón de Plata, siendo además convocado por la selección de fútbol de México para los Juegos Olímpicos de Barcelona 1992 . En la temporada 94-95, López de Silanes formó parte del equipo campeón del triplete (Primera División de México, Copa México y Recopa de la Concacaf).
Tras abandonar Los Rayos en 1995 el defensor mexicano formó parte de las plantillas del C.D Guadalajara (95-96), Atlético Celaya (96-97), Club León (97-98), Club Irapuato (98-99) y Lobos BUAP (99-00).
En verano de 2000 López de Silanes se convirtió en el primer jugador mexicano en la historia en Inglaterra al firmar por el desaparecido Chester City F.C. (National League), siendo fichado una temporada más tarde por el Wycombe Wanderers F.C. (English Football League One). En ambos equipos apenas tuvo protagonismo disputando 2 partidos como suplente en el Deva Stadium y uno en el Adams Park. A su regreso de Inglaterra, López de Silanes disputó su última temporada en activo en el Atlético Yucatán.

### Cuerpo técnico
Una vez finalizada su carrera como futbolista, López de Silanes se incorporó a las categorías inferiores del Club América. Posteriormente, unió su carrera deportiva con el técnico Jaime Ordiales como su segundo entrenador en el C.At. Zacatepec (2006), Socio Águila F.C. (2007) y Tecos de la UAG (2008).
En 2011 regresó al Club América como coordinador de los ojeadores de los Águilas, pasando dos años después a ser el coordinador deportivo del club. Entre 2016 y 2017 fue el director deportivo del Club Necaxa

## Clubes

### Jugador
| Club                | País                | Año         | Partidos | Goles | Media |
| ------------------- | ------------------- | ----------- | -------- | ----- | ----- |
| Club Necaxa         | México              | 1990 - 1995 | 91       | 42    | 0.02  |
| C.D Guadalajara     | México              | 1995 - 1996 | 47       | 26    | 0     |
| Atlético Celaya     | México              | 1996 - 1997 | 22       | 12    | 0.09  |
| Club León           | México              | 1997 - 1998 | 15       | 14    | 0.05  |
| Club Irapuato       | México              | 1998 - 1999 | 12       | 7     | 0.08  |
| Lobos BUAP          | México              | 1999 - 2000 | 12       | 9     | 0.12  |
| Chester City        | Inglaterra          | 2000 - 2001 | 14       | 18    | 0     |
| Wycombe Wanderers   | Inglaterra          | 2001 - 2002 | 16       | 13    | 0     |
| Atlético Yucatán    | México              | 2002 - 2003 | 5        | 2     | 0     |
| Total en su carrera | Total en su carrera | 1990 - 2003 | 234      | 136   | 0.72  |

### Cuerpo técnico
| Club              | País   | Año         | Puesto                   |
| ----------------- | ------ | ----------- | ------------------------ |
| Club América      | México | 2004        | Categorías inferiores    |
| C.At. Zacatepec   | México | 2006        | 2º Entrenador            |
| Socio Águila F.C. | México | 2007        | 2º Entrenador            |
| Tecos de la UAG   | México | 2008        | 2º Entrenador            |
| Club América      | México | 2011 - 2013 | Responsable de ojeadores |
| Club América      | México | 2013        | Coordinador deportivo    |
| Club Necaxa       | México | 2016 - 2017 | Director deportivo       |

## Selección nacional

### Sub-23
| Torneo                   | Sede   | Resultado    |
| ------------------------ | ------ | ------------ |
| Juegos Olímpicos de 1992 | España | Primera fase |

## Vida privada
Originario por parte paterna de la localidad riojana de Fonzaleche, es hermano del economista Florencio López de Silanes Molina, considerado uno de los economistas más importantes del mundo. Además el exfutbolista mexicano es director técnico, ingeniero industrial y MBA en dirección y gestión deportiva.